# كلهايم
كلهايم (بالألمانية: Kelheim) هي بلدة ألمانية تقع في ألمانيا في منطقة كلهايم. يقدر عدد سكانها بـ 15,656 نسمة .

## المدن التوأمة
مدن Ambarès-et-Lagrave وSoave هي مدن توأمة لـكلهايم.

## أعلام
- كلاوس جاغر
- توماس باولوس
- دومينيك شميدت
- ستيفان إبن
- أوتو الأول دوق بافاريا